# Денні Фаулер
Де́нні Фа́улер (англ. Danny Fowler; нар.30 липня 1956) —  англійський колишній професіональний гравець у снукер.
До початку своєї професійної кар'єри Фаулер працював прибиральником сміття..
Став професіоналом у 1984, і грав у мейн-турі наступні 13 сезонів. Найвищий  рейтинг — 28-й. у  1993, на чемпіонаті світу Фаулер дійшов до 1/16 фіналу, поступившись чинному на той момент чемпіонові світу  Стівену Хендрі з рахунком 1:10. Також він успішно проходив кваліфікацію на цей турнір у  1986 та  1988 роках. У 1988 році Фаулер став мимовільним учасником світового рекорду: він програв партію Тоні Драго за три хвилини — найшвидший фрейм.